# Adolf Daucher
Adolf Daucher (Dauher) (ur. 1460 lub 1465, zm. 1523 lub 1524) – niemiecki rzeźbiarz.

## Życiorys
Pochodził z Ulm, od 1491 działał w Augsburgu. Tworzył pod wpływem włoskiego renesansu. W latach 1509–1518 prawdopodobnie wykonał półfigury postaci starotestamentowych, będące rzeźbiarskimi dekoracjami stalli w kaplicy Fuggerów w augsburskim kościele św. Anny, zdradzające wpływ Jörga Syrlina (obecnie w zbiorach berlińskich). Jedynym udokumentowanym dziełem Dauchera jest marmurowy ołtarz w Kościele św. Anny w Annabergu (1522), łączący elementy stylu późnogotyckiego i renesansowego.
Miał syna Hansa (ok. 1485–1538), aktywnego w Augsburgu, Wiedniu i Stuttgarcie, który wsławił się głównie jako medalier i autor niewielkich reliefów; korzystał ze wzorów Albrechta Dürera i Hansa Burgkmaira.